# Площадь Академика Иоффе
Площадь Академика Иоффе — площадь между Выборгским и Калининским районами Санкт-Петербурга на пересечении Политехнической улицы и улицы Курчатова, причём Политехническая улица пересекает её наискосок, из угла в угол.

## Название
30 октября 2001 года площадь получила современное название площадь Академика Иоффе в честь русского физика, одного из основоположников физики полупроводников и активнейшего участника советской ядерной программы вследствие близости к Физико-техническому институту Российской академии наук, носящему имя физика.

## История
Площадь сформировалась в 1903 году, благоустроена была только после Великой Отечественной войны.
В 1900-х годах на углу сегодняшних Курчатовской и Политехнической улиц стоял дом, в котором в советское время находился кинотеатр «Союз». Здание было снесено в 1964—1965 годах.
24 июля 1902 года по адресу Полюстровский проспект, дом 30 состоялась закладка нового каменного здания детского приюта в память великого князя Олега Константиновича. Трёхэтажное здание по проекту архитектора А. А. Шевелева было освящено 5 октября 1903 года. Через полтора месяца после открытия приюта, 23 ноября 1903 года, на верхнем этаже протоиреем Каминским была освящена церковь со звонницей. Приют был ликвидирован после 1922 году, здесь разместился корпус Физической химии Физико-технического института. Здание было снесено в 1970-х годах.

## Достопримечательности

### Станция метро «Политехническая» (Политехническая улица, дом 29)
Станция метро «Политехническая» открыта 30 декабря 1975 года, наземный вестибюль построен по проекту архитекторов А. С. Гецкина, В. П. Шуваловой, В. Г. Хильченко. Вестибюль оформлен жёлтым металлом и белым мрамором. Над наклонным ходом в вестибюле имеется небольшая площадка, уставленная декоративными растениями.

### Церковь Покрова Пресвятой Богородицы(Политехническая улица, дом 29, корпус 2)
Церковь Покрова Пресвятой Богородицы построена в 1912—1913 годах в неорусском стиле с элементами модерна по проекту гражданского инженера И. В. Падлевского. В виде трёхнефного крестовокупольного здания, снаружи украшен изображениями святых. Венчает храм слегка вытянутый позолоченный луковичный купол на высоком барабане, рядом поставлена небольшая звонница, увенчанная луковичной главкой с крестом.

### Политехнический институт императора Петра Великого. Главное здание (Политехническая улица, дом 29П)
Политехнический институт императора Петра Великого. Главное здание или Санкт-Петербургский политехнический университет. Здание в стиле эклектики построено в 1899—1903 годах по проекту архитекторов Э. Ф. Вирриха, И. В. Падлевского

### Физико-технический институт имени А. Ф. Иоффе(Политехническая улица, дом 26,улица Курчатова, дом 15)
Убежище (богадельня) для престарелых неимущих потомственных дворян или Физико-технический институт имени А. Ф. Иоффе. Главный корпус. Здание в неоклассическом стиле построено в 1912—1916 годах по проекту архитектора Г. Д. Гримма для приюта для неимущих престарелых потомственных дворян. После революционных событий здание пустовало. В 1923 году было передано Физико-техническому институту.

### Физико-технический институт имени А. Ф. Иоффе. Корпус (Политехническая улица, дом 28)
Корпус Физико-технического института имени А. Ф. Иоффе построен в 1971 году по проекту архитектора Ю.В. Билинского.

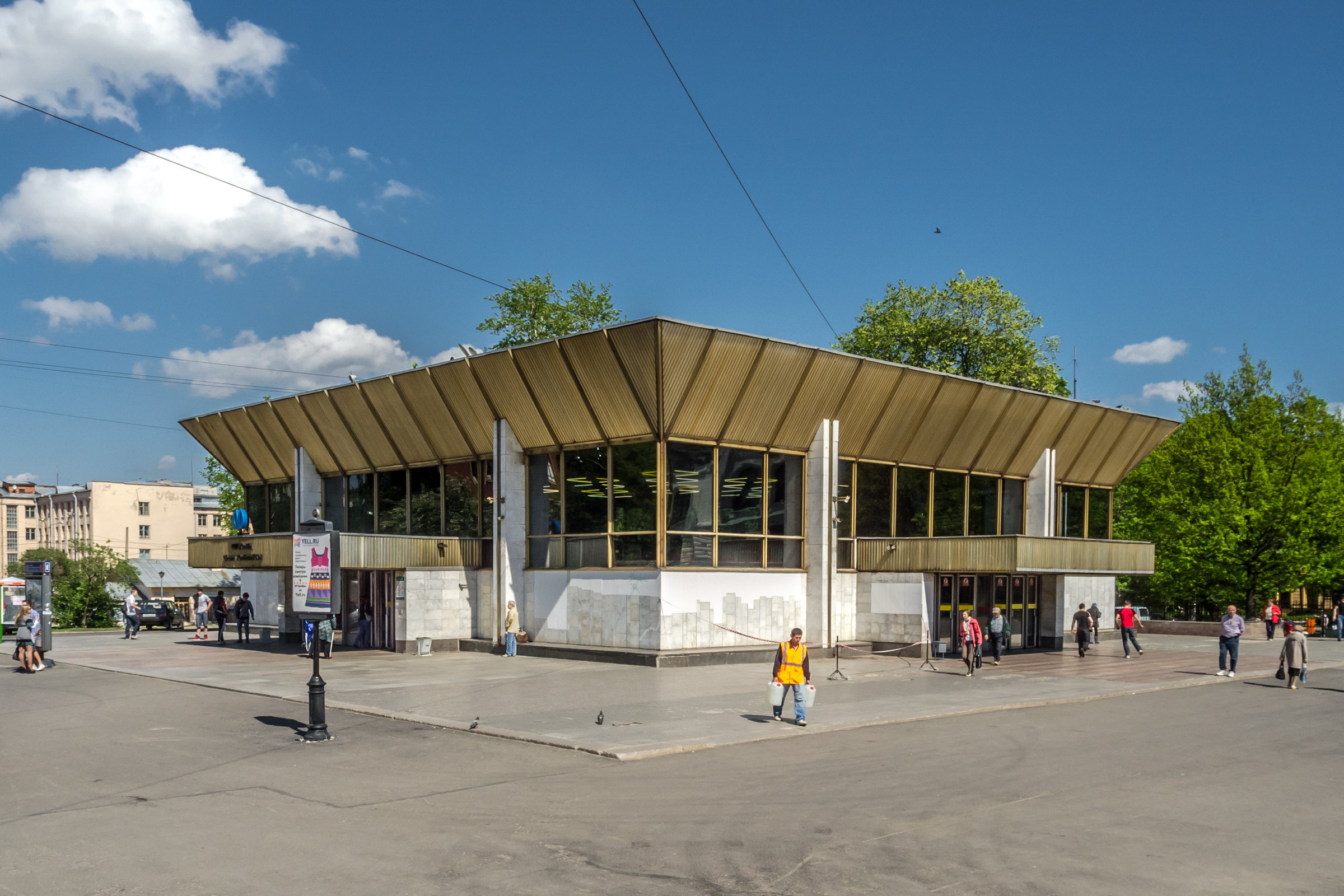
Станция метро «Политехническая»
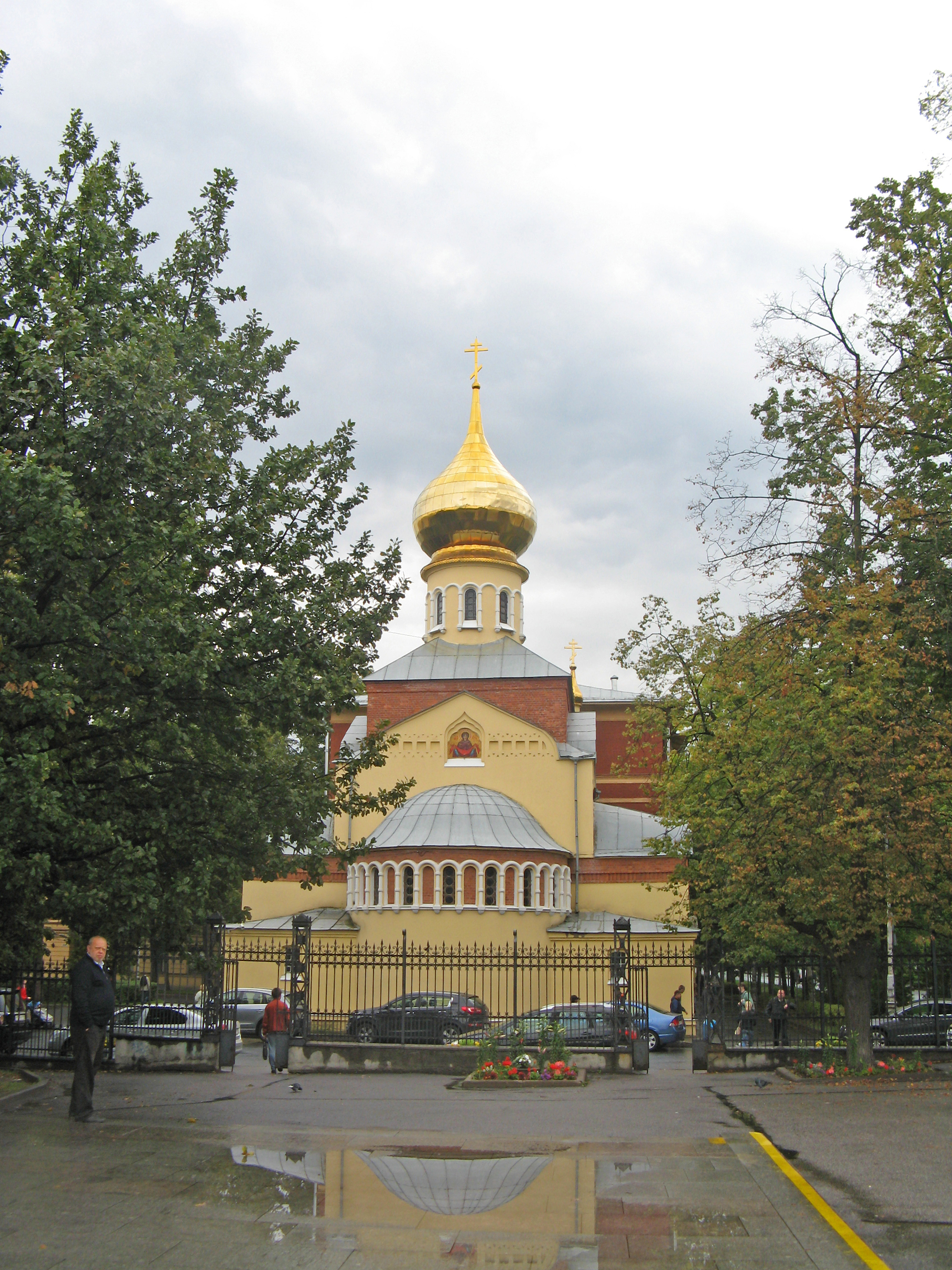
Церковь Покрова Пресвятой Богородицы
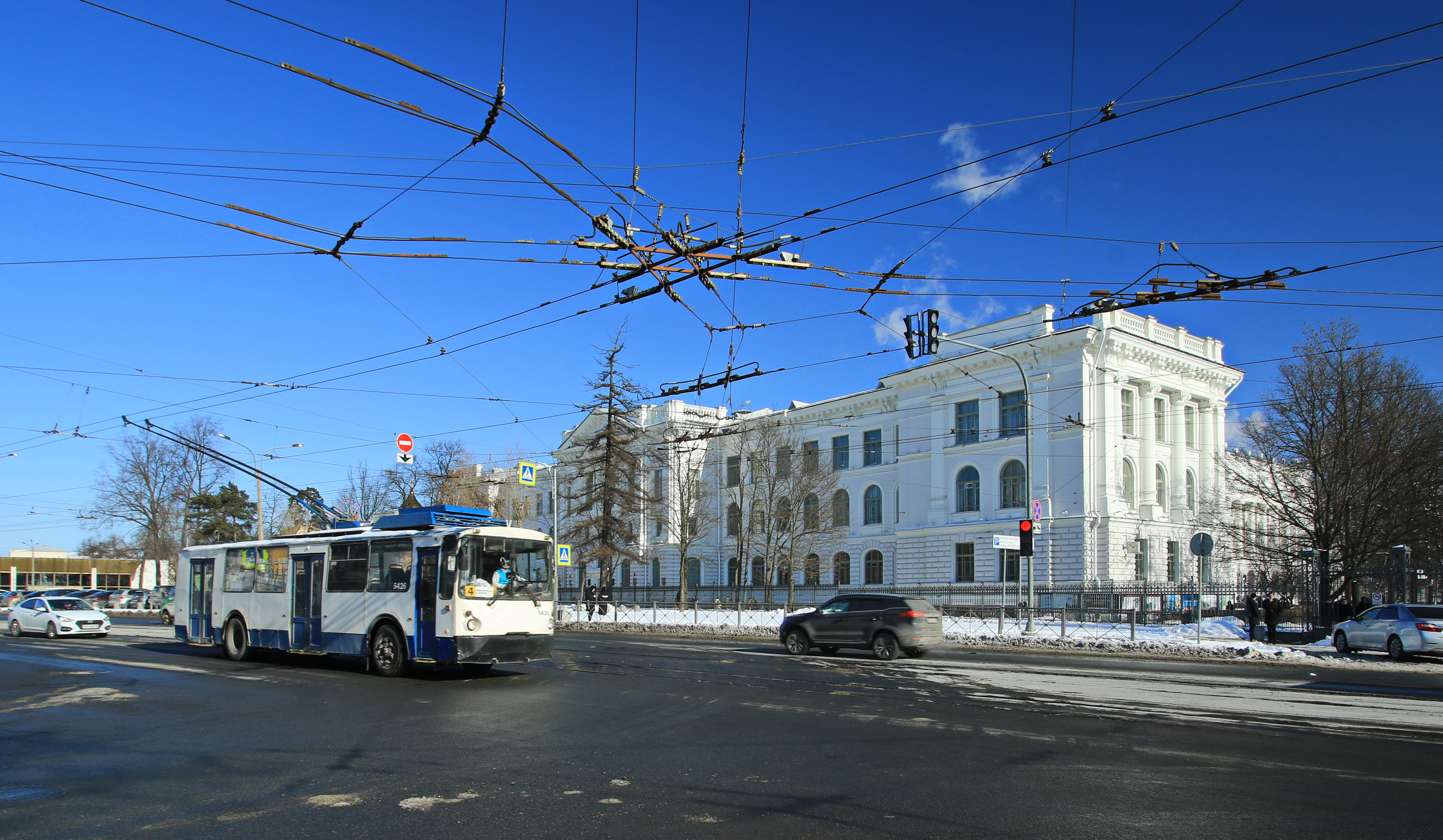
Политехнический университет. Главный корпус
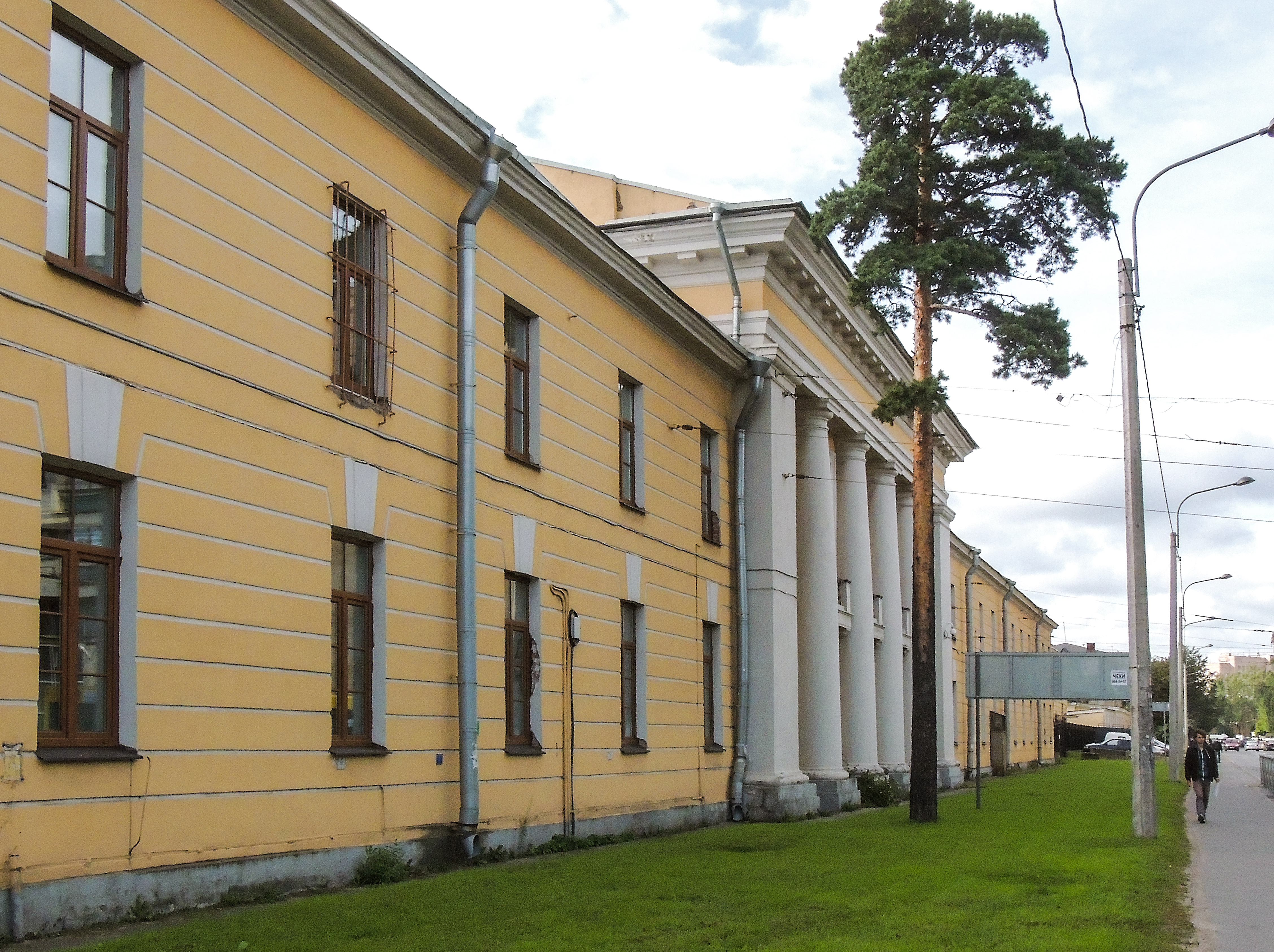
Физико-технический институт имени А.Ф. Иоффе. Главный корпус

## Транспорт
- Станция метро  «Политехническая»
- На площади есть остановки общественного транспорта «Станция метро Политехническая», на них останавливаются автобусы № 69, 94, 143, 271, 275, 294, 399, троллейбусы № 34, 50, трамваи № 38, 40, 55, 61.